# バスケットシューズ

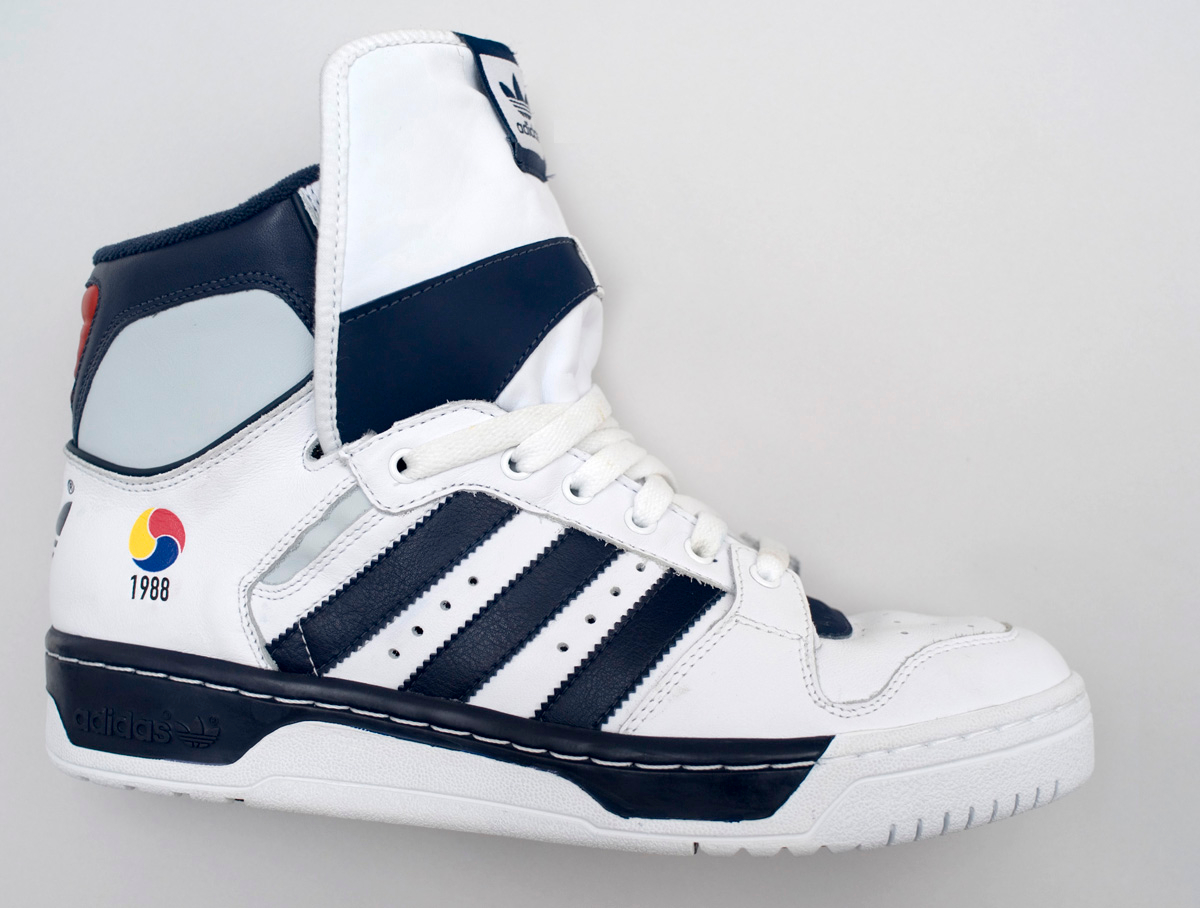
バスケットシューズ

バスケットシューズは、バスケットボールの練習時や競技時に履く靴のこと。近年は様々なメーカーから販売されている。略称は「バッシュ」及び「バッシュー」など。
特徴としては体育館の床とのグリップ感を出すために足裏全体が滑りにくく作られ、また跳躍後の衝撃を吸収するため靴底やミッドソール部分を厚くする、あるいは靴底付近にエアバッグ状の機構を用いるなど、何らかの衝撃対策が施されている。また前後左右方向への急加速でも足元がぶれにくくするために、足首や踵部分の耐久性・ホールド性が高くなっている。
バスケットボールのシューズはポジションによって機能などが大きく違う。例えばポイントガードなどにはセンターなどよりも軽量性が求められる。ジャンプストップなどの激しい動きで爪先を痛めないために、シューズは自分の足のサイズよりも0.5～1.0cm程度大きめのものを選び、併せてバスケットソックスを履くと良い。一方で、足の甲の部分をしっかりホールドするために、面ファスナー（マジックテープ）式のストラップや、リーボック「THE PUMP」のように靴本体に装着されたポンプを使って空気を送り込む機構が付属するシューズもある。
NBAの場合、記載できるロゴの規制があり、ゲーム時にはウォームアップウェア、チーム・ジャージと呼ばれるユニフォームから、サポーター、ソックス、ヘッドバンドに至るまで、契約メーカー、NBA、チームのロゴのみが許可されているが、シューズに関しては厳格な規制がない。チームでモデルや色を統一することもあるが、唯一のアピールポイントであるため、個別にシューズメーカーと契約している選手が多数いる。またスタープレーヤーには、オリジナルのモデル（シグネチャー）が提供されると共に、同型の市販品が販売される。

## 主なメーカー
- アシックス - GELBURST等のGELシリーズ。
- アディダス - ティム・ダンカン、トレイシー・マグレディ、ジェームズ・ハーデンなどが契約している。
- コンバース - オールスターで一世を風靡した老舗。
- ナイキ - 1980年代に登場したエア・ジョーダンが有名。
- ミズノ - アシックス同様、日本の部活動などで履かれることが多い。
- リーボック - アレン・アイバーソンが契約し、独自のオリジナルブランドが作られた。
- アンドワン - ストリートバスケットボール「AND1 Mixtape Tour」を主催する専門ブランド。
- ダダ - ヒップホップのカジュアルブランドとしても知られる他、シューズも販売している。
- フィラ - 1990年代にはグラント・ヒルが契約しており、人気モデルが存在した。
- K1x - ロン・アーテストが契約したことで名前が知られるようになった。
- Li-Ning - シャキール・オニールが契約している中国のスポーツ用品メーカー。
- スポルディング
- アンダーアーマー - ステフィン・カリーなどが契約している。
- プーマ - デマーカス・カズンズ、ディアンドレ・エイトンなどが契約